# Langbogen

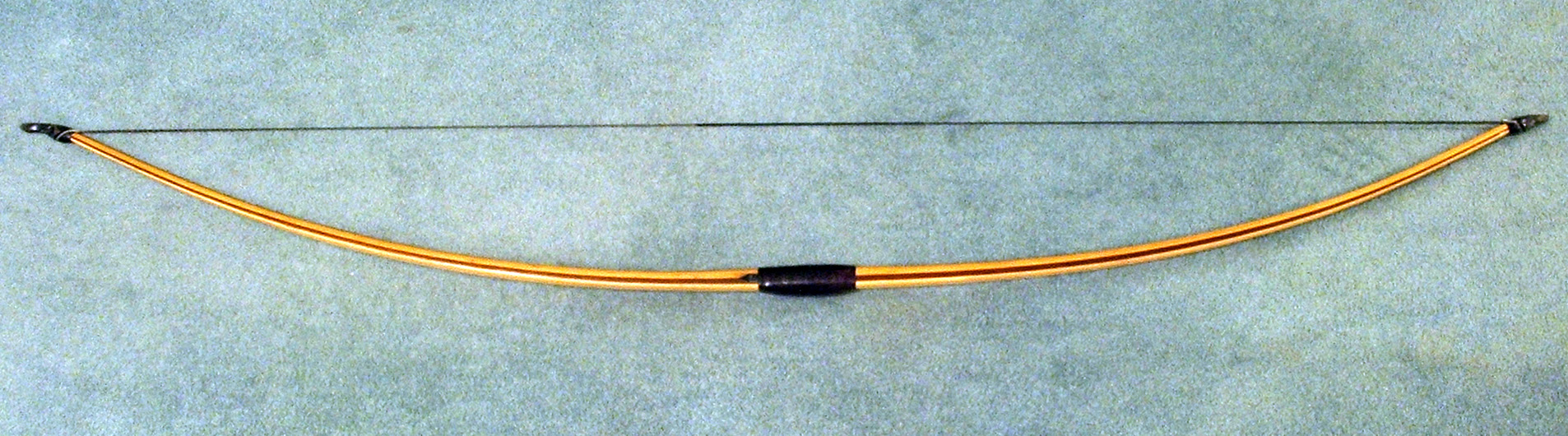
Langbogen, 45 engl. Pfund Zuggewicht bei Normauszugslänge, entspricht 200 N Zugkraft.

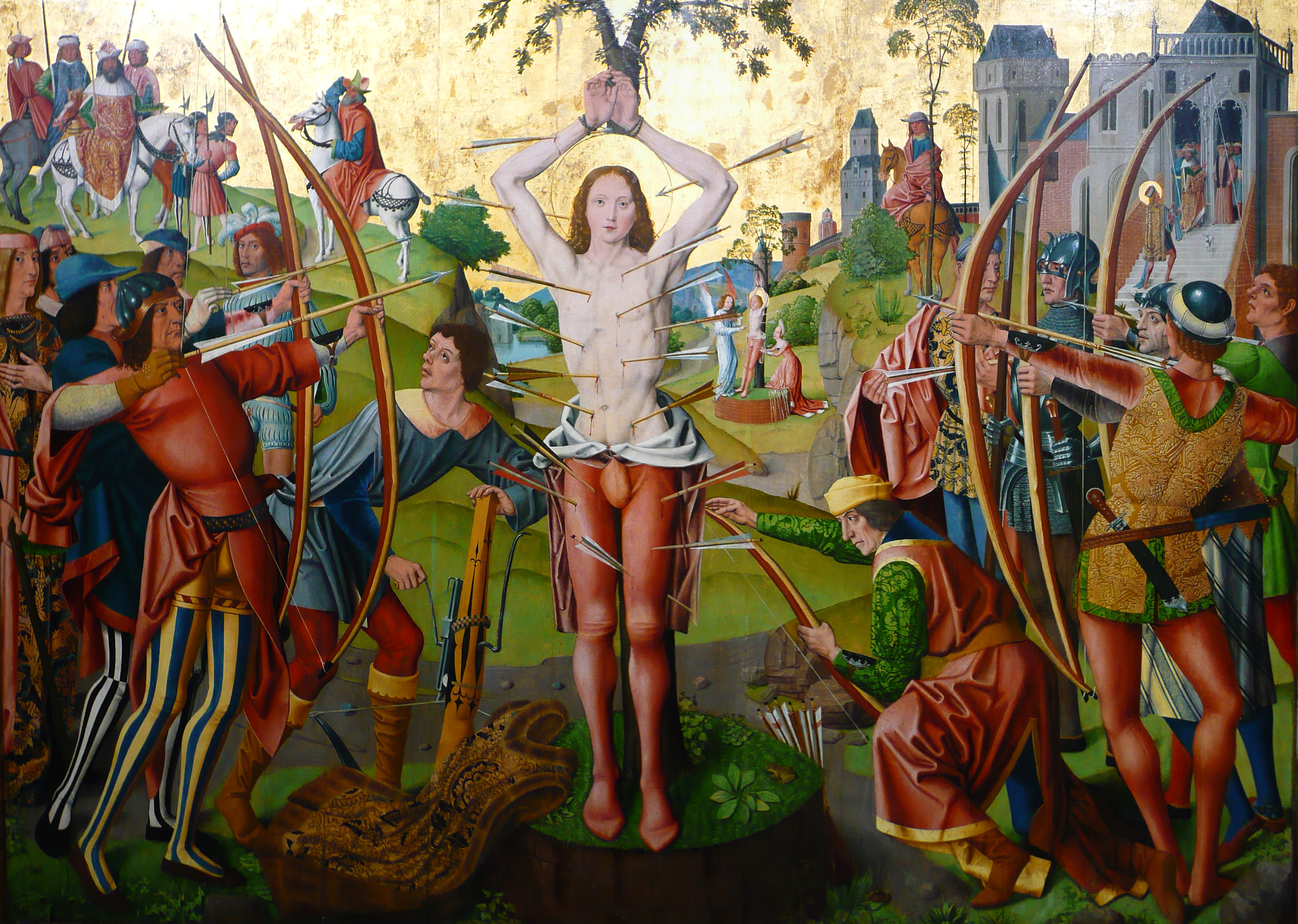
Langbogenschützen exekutieren den Heiligen Sebastian. Altarbild von ca. 1493

Der Langbogen ist eine Abschussvorrichtung für Pfeile. Er stellt eine historische Form des Bogens dar. Der Begriff Langbogen dient als Oberbegriff für alle einfachen, stabförmig geformten Bogen mit profiliertem Querschnitt; Bogen mit rechteckigen Wurfarm-Querschnitten werden als Flachbogen bezeichnet, die seit der Mittelsteinzeit in Europa archäologisch nachgewiesen sind. Häufig anzutreffen sind hybride Bauformen, die bekannteste ist der „Holmegaard“-Typ, dessen Wurfarme flach aus dem Griff bis in ca. 2/3-Länge verlaufen und sich ab dort aus einer beidseitig abgesetzten Schulter in einem hochovalen Querschnitt bis zu den Enden („Tips“) entwickeln.
Der Langbogen ist – ebenso wie alle anderen Bogen – nach dem deutschen Waffengesetz keine Schusswaffe.
Als Englischer Langbogen wird der meist aus Eibe oder Ulme hergestellte Stabbogentyp des Spätmittelalters bezeichnet, der vor allem durch den massenhaften Einsatz in spätmittelalterlichen Schlachten bekannt wurde.
Zur Unterscheidung des Langbogens von anderen Bogenarten müssen insbesondere zwei Kriterien erfüllt sein: Die Länge entspricht etwa der Größe des Bogenschützen und die Bogensehne berührt den Langbogen nur an den Sehnenaufhängungen (den „Tips“).

## Geschichte
Die ältesten erhaltenen Bogenfragmente stammen aus dem Mesolithikum und sind bis zu etwa 10.000 Jahre alt. Der älteste Bogen, der bislang auf englischem Gebiet gefunden wurde, datiert auf 2690 v. Chr. und wurde in Meare Heath in Somerset gefunden.
Es gibt nur spärliche Quellen über die Entwicklung des Englischen Langbogens. Als König Vortigern im Jahr 449 das heutige Wales überfiel, tauchte der Bogen auf den Britischen Inseln auf. Die Waliser waren von dieser Waffe augenscheinlich so beeindruckt, dass sie die nach dem Abzug verbliebenen Exemplare studierten und sich so von den Wikingern in der Kunst des Bogenschießens unterweisen ließen. Schnell erreichten sie eine Fertigkeit, die es ihnen erlaubte, sich gegen den südlichen Nachbarn nicht nur zur Wehr zu setzen, sondern ihn gelegentlich auch anzugreifen und aus dem eigenen Land zu vertreiben. Zahlreiche Schlachten später hatten sich die Waliser so weit in der Kunst des Bogenschießens geübt, dass sie zur nationalen Waffe wurden und einige Jahrhunderte lang entscheidend für den Verlauf von Schlachten wurden.

## Englischer Langbogen

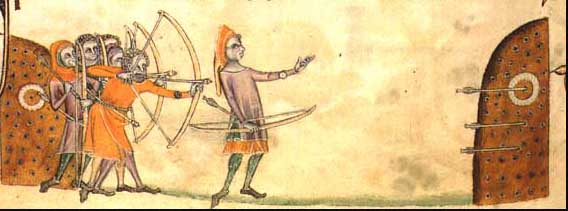
Englische Langbogenschützen bei einer Schießübung (1325)

Als englischer Langbogen werden in der Regel Langbogen vom Typ Mary Rose bezeichnet. Diese bestehen aus Eibenholz, sind über 1,80 m lang und haben einen tiefen D-Querschnitt, also einen runden Bauch. Daneben gibt es den späteren viktorianischen englischen Langbogen mit weniger tiefem Querschnitt und einem flachen Bauch.

### Herstellung
Im Mittelalter wurden Langbogen zumeist aus Eibenholz hergestellt. Dazu wurden Stämme (seltener Äste) in Längsrichtung gespalten. Beim Abziehen der Außenseite (vom Schützen abgewandte Seite: „Rücken“) ist darauf zu achten, dass über die gesamte Bogenlänge derselbe Jahresring die Außenfläche bildet, da sonst der Bogen zwischen den Jahresringen zum Aufreißen tendiert. Anschließend wird die dem Schützen zugewandte und aus Kernholz bestehende „Bauchseite“ vorsichtig ausgedünnt („getillert“), bis sich eine gleichmäßige Biegung der Wurfarme ergibt.
Eibenrohlinge in Mitteleuropa stammten in erster Linie aus Süddeutschland und Norditalien. Wegen der großen Nachfrage wurde die Eibe rücksichtslos abgeholzt, so dass sie in der freien Natur in Europa relativ selten wurde. Heute steht sie unter Naturschutz und ist fast ausschließlich noch in Parks und auf Friedhöfen anzutreffen. Außerdem wurden Esche und Ulme verarbeitet. Hasel wurde, obwohl zum Bogenbau geeignet, aufgrund seiner schwächeren Wurfeigenschaften selten verwendet. Im Fundkatalog der mittelalterlichen Stadt Haithabu bei Schleswig sind Bogen aus Eibe, Esche und Ulme abgebildet. Ein indischer Langbogen bestand meist aus Bambus, welcher manchmal mit Metall verstärkt wurde.
Der Querschnitt des Englischen Langbogens weist ein schmales D-Profil auf. Er besteht bauchseitig und zum großen Teil aus druckstabilem Kernholz, während der Bogenrücken aus zugstabilem Splintholz besteht. Ein D-förmig profilierter Bogen stellt hohe Anforderungen an die Druckfestigkeit des Holzes, denen nur ausgesuchte Holzsorten und -qualitäten gerecht werden. Abhilfe schafft hier eine Änderung des Querschnittdesigns hin zu flacheren und breiteren, eher rechteckig anmutenden Wurfarmen, die neben der höheren Belastbarkeit auch ein angenehmeres Schießverhalten aufgrund deutlich reduzierten Handschocks aufweisen. Diese Form wird heute im englischen Sprachraum „Amerikanischer Flachbogen“ genannt, auch wenn der Flachbogen während der Mittel- und Jungsteinzeit ebenso ein Standardtyp in Europa war.
Weitere hervorragende Bogenhölzer zum Langbogenbau – die vor allem heute verwendet werden – sind „Osage Orange“ (Maclura) und Robinie. Die Robinie wurde erst um 1630 aus Nordamerika nach Europa eingeführt. Während aus Osage Orange sehr gute Langbogen gebaut werden können, eignet sich Robinienholz aufgrund seiner Härte vor allem für Flachbogen. Des Weiteren zu nennen wären Ulme, aus deren Holz schon der älteste (mittelsteinzeitliche) Flachbogen von Holmegaard (Dänemark) gebaut wurde, sowie Ahorn, Eberesche und andere Hölzer.
Die Bogensehne überträgt die Energie des Bogenstabs auf den Pfeil. Bei mittelalterlichen Langbogen bestand sie aus Lein oder Fasern der Brennnessel.

### Stärke
Es gibt Belege für extrem zugstarke Bogen, so zum Beispiel der Fund einer Kriegsspitze im hölzernen Dach eines Turms des Towers of London, dessen Eindringtiefe sich nur mit einem Bogen von mehr als 120 Englischen Pfund erklären lässt. Ein weiteres Indiz für Zuggewichte über 100 Pfund (entspricht etwa 45 kg) geben die Bogenfunde des 1545 gesunkenen Schiffswracks Mary Rose. Deformationen bei Skelettfunden englischer Langbogenschützen im Bereich der Schulterachse beweisen körperliche Verschleißerscheinungen aufgrund der hohen Zuggewichte, die im Schnitt um 80 Englische Pfund (entspricht etwa 36 kg) Zuggewicht gelegen haben. Versuche mit Nachbauten historischer Bogenfunde haben sogar noch höhere Werte ergeben. Die Zuggewichte lagen weit über denen der beim heutigen Schießen genutzten Blankbogen. Ziel war die möglichst hohe Durchschlagskraft schwerer Pfeile. Kettenrüstungen und Plattenrüstungen, aber auch Eichenplatten von etwa 2,5 cm Dicke können Berichten zufolge von Langbogenpfeilen durchschlagen werden. So berichtet Gerald de Barri von der Schlacht um das Abergavenny Castle 1182, bei der zwei flüchtende Soldaten von walisischen Bogenschützen beschossen wurden, dass deren Pfeile das 10 cm dicke Schlosstor aus massiver Eiche so weit durchdrangen, dass die Pfeilspitzen auf der anderen Seite herausragten. Wie schnell die damaligen Pfeile waren, lässt sich heute nur aufgrund ungenauer Reproduktionen von Funden erahnen, doch ergaben diese eine Geschwindigkeit von etwa 140–150 feet per second (die damals wie heute gebräuchliche Geschwindigkeitsangabe), was 154 bis 166 km/h entspricht. Dieser Wert erscheint nicht zuletzt aufgrund der gemessenen Pfeilgeschwindigkeiten heutiger Vollholzbogen plausibel.

### Kriegseinsatz

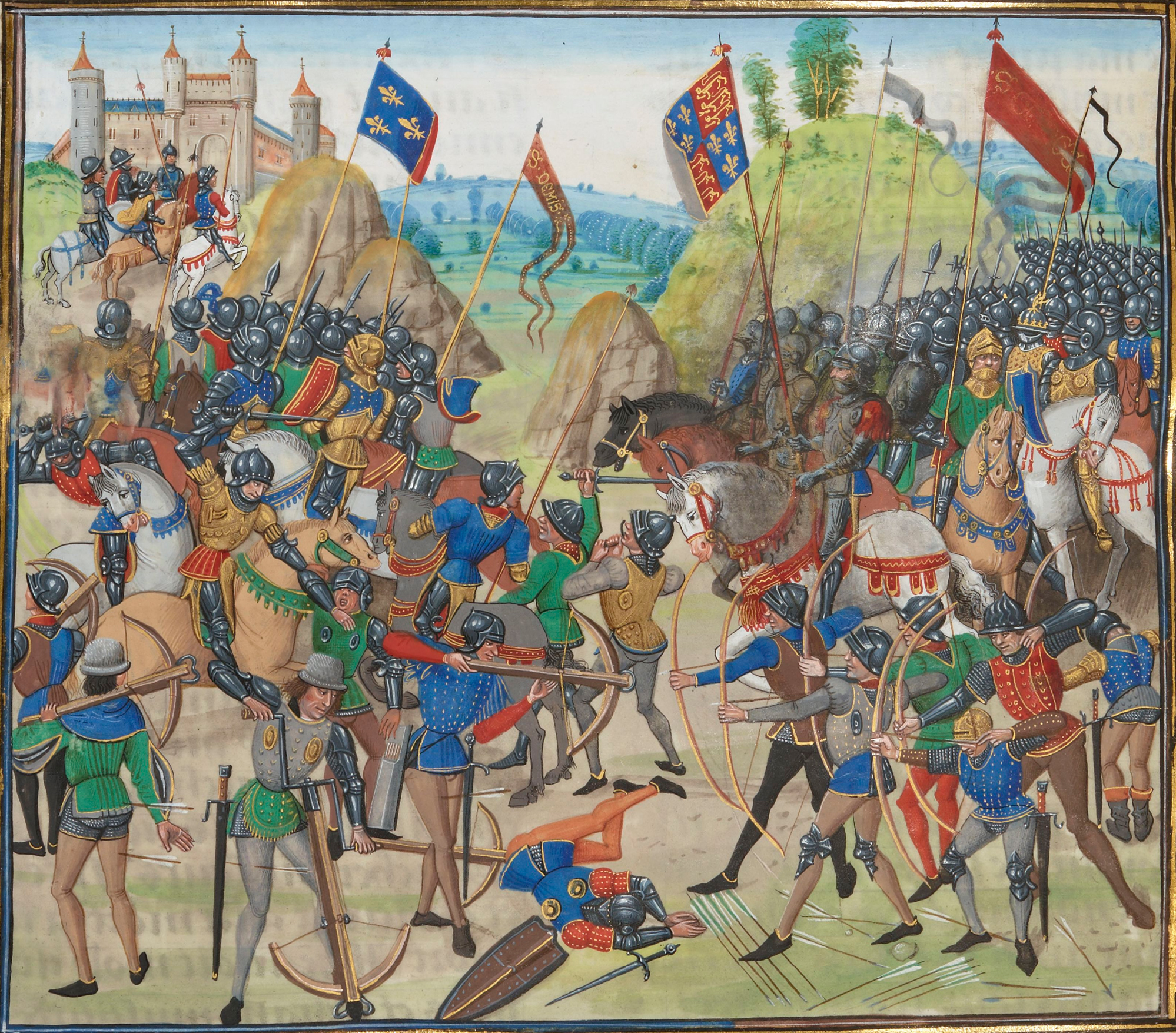
Schlacht von Crécy (1346). Die Engländer (rechts) führten ein großes Kontingent Langbogenschützen mit sich.

Langbogenschützen waren hoch spezialisierte Einheiten mit hohem Ausbildungsaufwand. Ausgebildete Langbogenschützen konnten bis zu zehn Pfeile pro Minute über Reichweiten von bis zu 200 m abschießen.
Dabei wurde vermutlich mehr Wert auf die Menge als auf die Genauigkeit gelegt, da in einer Schlacht wohl eher Gebiete beschossen wurden als Einzelziele. 1.000 Schützen konnten so in der Minute 500 kg Pfeile verschießen. Dieser immense Verbrauch hielt einen ganzen „Industriezweig“ am Leben, von dem viele Berufsstände existierten: nicht nur die Bogenbauer (bowyer) und Pfeilmacher (arrowsmith, fletcher), sondern auch Schmiede, Seilereien (stringer, stringfellow), Holzhändler, Fuhrbetriebe etc. Einige dieser Berufsbezeichnungen leben noch heute als englische Familiennamen weiter.
Der Einsatz englischer und walisischer Langbogenschützen im Verbund mit abgesessenen Rittern oder die Nutzung von Pfählen als Deckung entschieden die Schlachten von Crécy 1346 und Azincourt 1415 mit. In nahezu allen entscheidenden Schlachten des Hundertjährigen Krieges unterlag das französische Heer, da dieses auf veraltete Taktik mit dem Schwergewicht auf den Rittern setzte. Weitere entscheidende Schlachten prägten das Bild des heutigen Europas maßgeblich. So die Schlacht von Aljubarrota am 14. August 1385, als nach Unabhängigkeit strebende portugiesische Truppen, verstärkt durch einige englische Langbogenschützen, das zahlenmäßig deutlich überlegene kastilische Invasionsheer unter Johann I. vernichtend schlugen und so die Unabhängigkeit Portugals herbeiführten.
Einige Kritiker halten zeitgenössische Berichte über die Vorzüge des Langbogens für stark übertrieben. Der Langbogen wurde seit dem späten 15. Jahrhundert von Feuerwaffen wie der Arkebuse verdrängt, die eine größere Durchschlagskraft entwickelten. Langbogen besaßen zwar eine größere Schussfolge und waren weniger feuchtigkeitsempfindlich als Feuerwaffen, doch war die Ausbildung eines Arkebusiers deutlich weniger zeitaufwendig. Falls man also nicht auf fertig ausgebildete Bogenschützen zurückgreifen konnte, wie es den Engländern mit den walisischen Bogenschützen gelang, waren Bogenschützen nicht mehr wirtschaftlich effizient. Außerdem wurden die Plattenrüstungen in der beginnenden Frühen Neuzeit immer massiver, weil sie leichter mit Hilfe eines Arkebusenschusses oder seit der Mitte des 16. Jahrhunderts vor allem durch einen Musketenschuss durchschlagen werden konnten.

### Erhaltene Langbogen und Pfeile
Lagerten im Jahre 1523 einem Bericht zufolge allein im Tower von London 11.000 Bogen, 6.000 Bogenstäbe, 384.000 Pfeile und 86.400 Bogensehnen, so waren bis 1982 nur noch eine Handvoll Bogen erhalten geblieben.
Aus dem Wrack der 1545 gesunkenen und 1982 gehobenen Mary Rose, eines Kriegsschiffs Henrys VIII., wurden schließlich mehr als 3500 konservierte frühneuzeitliche Pfeile (überwiegend aus Pappelholz) sowie 137 gänzlich erhaltene Langbogen geborgen. Die Bogen sind in hervorragendem Zustand, so dass sie die Hauptquelle zur Erforschung des Englischen Langbogens stellen. Ihre Länge bewegt sich zwischen 1,87 und 2,11 Metern, wobei die Durchschnittsgröße 1,98 Meter beträgt.
Zwei Bogen wurden bereits 1836 von John Deane aus der Mary Rose geborgen und befinden sich heute ebenfalls im Londoner Tower. Neben den Bogen der Mary Rose sind weltweit nur drei weitere Exemplare Englischer Langbogen bekannt, die seit dem Spätmittelalter bzw. der frühen Neuzeit erhalten geblieben sind:
- Der erste stammt aus der Schlacht von Hedgeley Moor (1464) während der Rosenkriege. Das Exemplar ist heute in Privatbesitz des jeweiligen Duke of Northumberland und befindet sich auf Schloss Alnwick Castle.
- Der zweite stammt aus der Schlacht von Flodden Field (1513) und hing im Hauptquartier der Royal Scottish Archers in Edinburgh.
- Der dritte noch erhaltene Langbogen stammt aus der Waffenkammer der Kirche des Dorfes Mendlesham in Suffolk. Er wird in die Zeit von Henry VIII. oder Königin Elisabeth I. datiert.

## Japanischer Langbogen

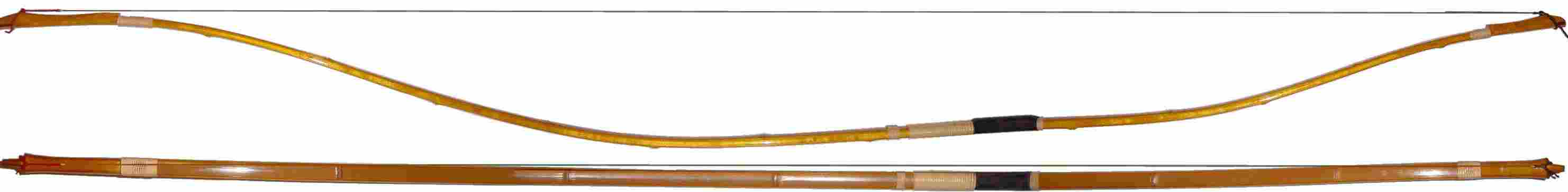
Japanischer Langbogen

Aus Japan ist eine Variante des Langbogens bekannt, der Yumi (auch 大弓, daikyū, wörtlich ‚Großbogen‘) genannt wird. Sie gelten als die längsten weltweit bekannten Bögen. Für den Yumi wird ein Holzkern mit mehreren Bambusschichten verleimt, danach lackiert und teilweise mit Rattan umwickelt. Typisch für diesen Langbogen ist seine asymmetrische Form, wodurch sich diese Langbogen auch vom Pferderücken aus einsetzen ließen.